# Jürgen Bolland

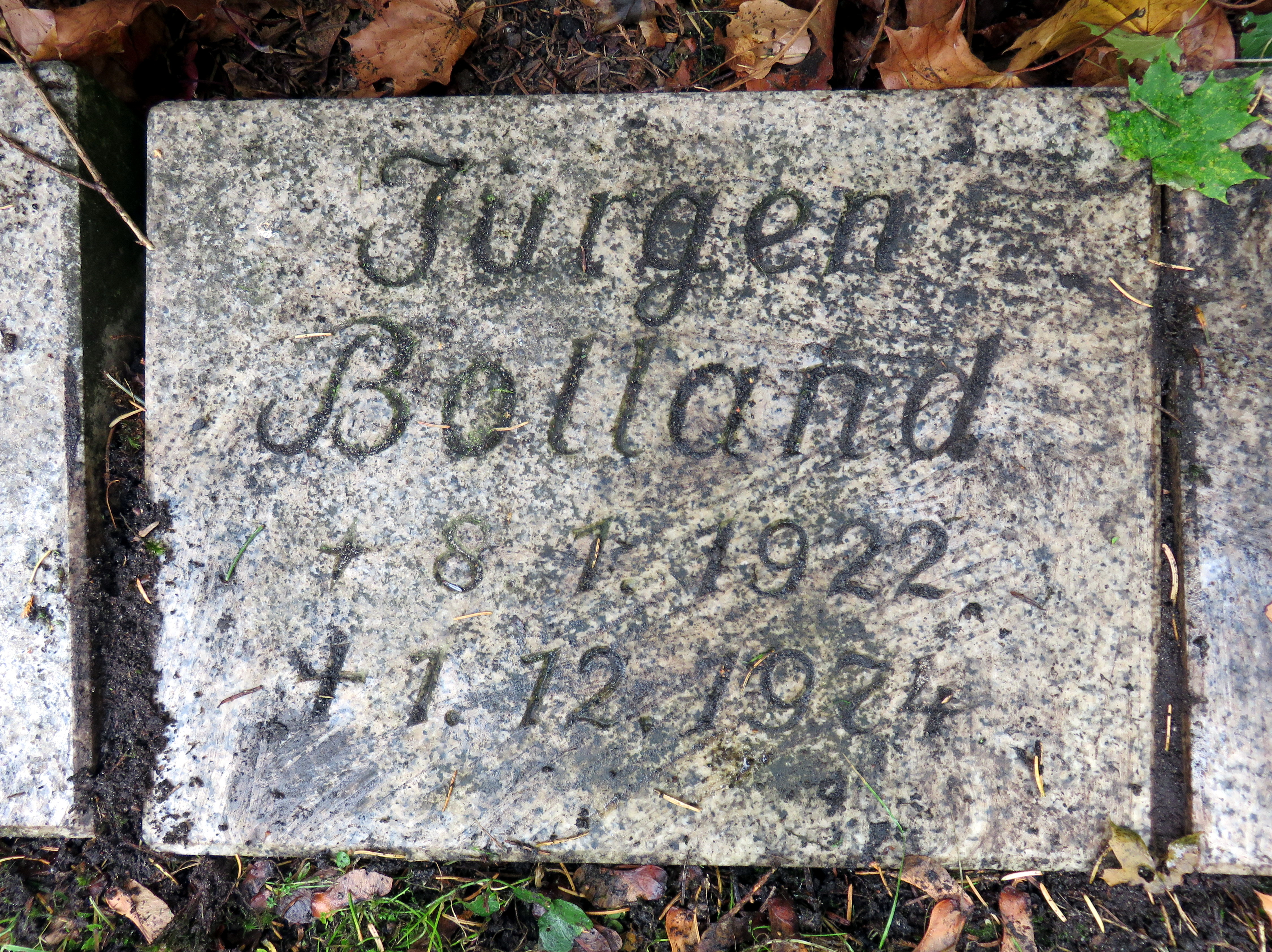
Kissenstein Jürgen Bolland auf dem Friedhof Ohlsdorf

Jürgen Bolland (* 8. Januar 1922 in Hamburg; † 1. Dezember 1974 in Hamburg) war ein deutscher Archivar und Historiker.

Jürgen Bolland war der Sohn des Lehrers Gustav Bolland und dessen Gattin Maria Paula, geborene Gaerner. Bolland legte 1940 das Abitur am Johanneum in Hamburg ab. Seit 1935 gehörte er der Hitlerjugend an. 1941 trat Bolland dem Nationalsozialistischen Studentenbund bei. Im selben Jahr kam er zur Wehrmacht und gelangte nach kurzer Ausbildung 1942 an die Ostfront. Im Februar 1944 wurde Bolland wegen einer Verwundung an der Hand als Kriegsversehrter entlassen. Noch während des Krieges studierte er an der Universität Hamburg die Fächer Geschichte, Latein und Deutsch. Er wurde im Wintersemester 1942/1943 Mitglied der Tübinger Burschenschaft Derendingia. 1945, vor Ende des Zweiten Weltkrieges, wurde er in Tübingen mit der Arbeit Die höfische Umgebung König Ottokars II promoviert. Im Januar 1947 legte Bolland an der Universität Hamburg das Staatsexamen für das Höhere Lehramt ab.
Aufgrund seiner Tätigkeit, Handschriften mittelalterlicher Burspraken in niederdeutscher Sprache abzuschreiben, erhielt Bolland bis 1949 eine unbesoldete Stelle als wissenschaftlicher Hilfsarbeiter am Staatsarchiv der Freien und Hansestadt Hamburg. Im genannten Jahr wurde er dort Archivrat. 1960, als Oberarchivrat, trat er die Nachfolge des in den Ruhestand getretenen Erich von Lehe als Archivdirektor an. Bereits 1937 war Bolland Mitglied des Vereins für Hamburgische Geschichte geworden. 1957 wurde er dessen Vorsitzender. Die fast zwei Jahrzehnte andauernde Beschäftigung mit den Burspraken mündete 1960 in eine Quellenedition. Als Historiker befasste sich Bolland insbesondere mit der hamburgischen Geschichte. Eines seiner Hauptthemen war die Beteiligung der Bürger am Stadtregiment.
Auf dem Ohlsdorfer Friedhof in Hamburg befindet sich bei Planquadrat R 16 östlich der Ringstraße und nördlich der Cordesallee ein Grabstein für Jürgen Bolland.

## Schriften (Auswahl)
- Karl-Heinz Grimm, Klaus Richter: Das Schriftwerk Jürgen Bollands. Chronologisch zusammengestellt. In: Zeitschrift des Vereins für Hamburgische Geschichte. Bd. 61, 1975, S. 7–12, Digitalisat.
- Aus dem Alltag hamburgischer Juristen des Mittelalters (= Veröffentlichungen der Gesellschaft Hamburger Juristen. H. 9, ZDB-ID 531925-0) (Vortrag am 16. Dezember 1969 vor der Gesellschaft Hamburger Juristen). Monatsschrift-für-Deutsches-Recht-Verlagsgesellschaft, Hamburg 1970.
- Die Hamburger Elbkarte aus dem Jahre 1568, gezeichnet von Melchior Lorichs. Mit einer Einleitung über den Zweck der Karte und die Tätigkeit von Melchior Lorichs in Hamburg (= Veröffentlichungen aus dem Staatsarchiv der Freien und Hansestadt Hamburg. Bd. 8, ISSN 0436-6638). Christians, Hamburg 1964.
- Hamburgische Burspraken. 1346–1594. Mit Nachträgen bis 1699. 2 Bände. Christians, Hamburg 1960;
  - Band 1: Einleitung und Register (= Veröffentlichungen aus dem Staatsarchiv der Freien und Hansestadt Hamburg. Bd. 6, 1, ISSN 0436-6638);
  - Band 2: Bursprakentexte (= Veröffentlichungen aus dem Staatsarchiv der Freien und Hansestadt Hamburg. Bd. 6, 2).
- Zur städtischen „Bursprake“ im hansischen Raum. In: Zeitschrift des Vereins für Lübeckische Geschichte und Altertumskunde. Bd. 36, 1956, ISSN 0083-5609, S. 96–118 (Auch Sonderabdruck. Schmidt-Römhild, Lübeck 1956).
- Senat und Bürgerschaft. Über das Verhältnis zwischen Bürger und Stadtregiment im alten Hamburg (= Verein für Hamburgische Geschichte. Vorträge und Aufsätze. H. 7, ISSN 0723-9998). Verein für Hamburgische Geschichte, Hamburg 1954 (2., unveränderte Auflage. Christians, Hamburg 1977, ISBN 3-7672-0539-4).